# Волнат-Коув (Північна Кароліна)
Волнат-Коув (англ. Walnut Cove) — місто (англ. town) в США, в окрузі Стокс штату Північна Кароліна. Населення — 1586 осіб (2020).

## Географія
Волнат-Коув розташований за координатами 36°17′41″ пн. ш. 80°8′26″ зх. д. / 36.29472° пн. ш. 80.14056° зх. д. (36.294853, -80.140425).  За даними Бюро перепису населення США в 2010 році місто мало площу 6,31 км², з яких 6,24 км² — суходіл та 0,07 км² — водойми.

## Демографія
Згідно з переписом 2010 року, у місті мешкало 1425 осіб у 681 домогосподарстві у складі 335 родин. Густота населення становила 226 осіб/км².  Було 755 помешкань (120/км²).
Расовий склад населення:
| - 79,6 % — білих - 18,2 % — чорних або афроамериканців - 0,2 % — азіатів - 0,1 % — корінних американців |

До двох чи більше рас належало 1,3 %. Частка іспаномовних становила 1,5 % від усіх жителів.
За віковим діапазоном населення розподілялося таким чином: 18,2 % — особи молодші 18 років, 52,2 % — особи у віці 18—64 років, 29,6 % — особи у віці 65 років та старші. Медіана віку мешканця становила 49,2 року. На 100 осіб жіночої статі у місті припадало 79,5 чоловіків;  на 100 жінок у віці від 18 років та старших — 76,7 чоловіків також старших 18 років.
Середній дохід на одне домашнє господарство  становив 46 661 долар США (медіана — 34 630), а середній дохід на одну сім'ю — 61 191 долар (медіана — 49 643). Медіана доходів становила 41 406 доларів для чоловіків та 37 500 доларів для жінок. За межею бідності перебувало 20,2 % осіб, у тому числі 16,8 % дітей у віці до 18 років та 21,8 % осіб у віці 65 років та старших.
Цивільне працевлаштоване населення становило 666 осіб. Основні галузі зайнятості: освіта, охорона здоров'я та соціальна допомога — 26,7 %, виробництво — 18,0 %, мистецтво, розваги та відпочинок — 12,5 %, науковці, спеціалісти, менеджери — 12,0 %.